# ميلاد نوري
ميلاد نوري هو لاعب كرة قدم إيراني في مركز الوسط، ولد في 6 يوليو 1993 في إيران. لعب مع نادي صبا قم ونادي نفط طهران.

## وصلات خارجية
- ميلاد نوري على موقع قاعدة بيانات كرة القدم.إي يو (الإنجليزية)
- ميلاد نوري على موقع Soccerway.com (الإنجليزية)